# 美國常駐北大西洋公約組織代表
美国常驻北约代表（英語：United States Permanent Representative to NATO），又稱美國駐北約大使，全名為「美國常駐北大西洋公約組織特命全權大使级代表」
，是美国在北大西洋公约组织的官方代表。其外交等级相当于大使级，经过参议院选拔和总统的任命。首任代表为艾森豪威尔1953年任命的威廉·亨利·德拉浦。

## 歷任代表
| 姓名                                               | 日期                          |
| -------------------------------------------------- | ----------------------------- |
| 威廉·亨利·德拉浦 William Henry Draper Jr           | 1953年4月8日-1953年6月13日    |
| 约翰·钱伯斯·休斯 John Chambers Hughes              | 1953年6月12日- 1955年4月20日  |
| 乔治·帕金森·劳斯莱斯 George Walbridge Perkins, Jr. | 1955年3月14日- 1957年10月12日 |
| 沃伦·伦道夫·伯吉斯 Warren Randolph Burgess         | 1957年9月21日 - 1961年3月23日 |
| 托马斯·芬勒特 Thomas K. Finletter                  | 1961年3月2日-1965年9月2日     |
| 哈伦·克利夫兰 Harlan Cleveland                     | 1965年9月1日 - 1969年6月11日  |
| 罗伯特·埃尔斯沃斯 Robert Ellsworth                 | 1969年5月13日- 1971年6月30日  |
| 大卫·肯尼迪 David M. Kennedy                       | 1972年3月17日- 1973年2月1日   |
| 唐纳德·拉姆斯菲尔德 Donald Rumsfeld                | 1973年2月2日- 1974年12月5日   |
| 大卫·布鲁斯 David K. E. Bruce                      | 1974年10月17日—1976年2月12日  |
| 罗伯特·司亚兹·修比 Robert Strausz-Hupé             | 1976年3月3日- 1977年4月20日   |
| 威廉·泰利·班纳特 William Tapley Bennett Jr.        | 1977年4月26日 - 1983年3月31日 |
| 大卫·马克尔·阿班舍 David Manker Abshire            | 1983年7月13日- 1987年1月5日   |
| 奥尔顿·基欧 Alton G. Keel, Jr.                     | 1987年3月13日 - 1989年6月17日 |
| 威廉·霍华德·塔夫特 William Howard Taft IV          | 1989年8月3日- 1992年6月26日   |
| 雷金纳德·巴塞洛缪 Reginald Bartholomew             | 1992年6月15日- 1993年3月25日  |
| 罗伯特·汉特 Robert E. Hunter                       | 1993年7月1日- 1997年12月31日  |
| 亚历山大·斯温堡 Alexander Vershbow                 | 1997年11月10日 - 2001年7月9日 |
| 尼古拉斯·伯恩斯 R. Nicholas Burns                  | 2001年8月7日-2005年3月7日     |
| 盧嵐 Victoria Nuland                               | 2005年7月13日-2008年7月       |
| 库尔特·沃尔克 Kurt Volker                          | 2008年7月2日- 2009年5月15日   |
| 伊维欧·达尔德 Ivo Daalder                          | 2009年5月15日– 2013年9月2日   |
| 道格拉斯·卢特 Douglas Lute                         | 2013年9月3日－2017年1月20日   |
| 凯·贝利·哈奇森 Kay Bailey Hutchison                | 2017年8月28日－2021年1月20日  |
| 茱莉安·史密斯 Julianne Smith                       | 2021年12月6日－2024年10月23日 |
| 歐陽世寧 Scott McConnin Oudkirk                    | 2024年10月24日－2025年4月3日  |
| 馬修·惠塔克 Matthew George Whitaker                | 2025年4月3日－                |